# Lennie Lee
Lennie Lee (Johannesburg, 4 marzo 1958) è un artista sudafricano concettuale che vive e lavora in Europa.

## Biografia
Lee è un pittore e artista performativo che ha lavorato sul tema del tabù della vergogna, e della paura. Dal 1960 vive in Gran Bretagna. Ha studiato al Dulwich college di Londra prima di vincere una borsa di studio per studiare Filosofia al Christ Church, Università di Oxford. Nel 1983 inizia a dipingere, e poco dopo si trasferisce a East London dove rimane affascinato dalle rovine architettoniche ed i danni alsciati dalla Seconda Guerra Mondiale. Nel 1984 occupa diversi palazzi lasciati in disuso e, insieme ad un gruppo di artisti incluso il pittore sudafricano Beezy Bailey, comincia a realizzare installazioni site-specific usando materiale di riciclo.
Dalla metà del 1980 partecipa a diversi collettivi d'arte underground incluso il gruppo ARC, collettivo londinese di artisti internazionali, influenzati da Kurt Schwitters, che si era specializzato in questa tecnica di installazioni site-specific. Collabora con il gruppo ARC dal 1987 al 1991.
Dopo la caduta del muro di Berlino Lee propone mostre espositive a Berlino est e Berlino Ovest. Mentre lavora ad una serie di installazioni di scultura all'aria aperta nell'estate del 1990, viene invitato a lavorare alla Kunst Haus Tacheles di Berlino, dove prende contatto con la scena underground berlinese. Torna a Londra nell'inverno 1990 dove inizia una serie di Performance, incentrate prevalentemente sul tema del tabù, la prima delle quali ha luogo con la ARC in Balls Pond Road. Attraverso questa serie di performance viene introdotto ad alcuni membri del gruppo KULE, una compagnia di teatro radicale berlinese, che lo invita a stare in August Strasse 10. Qui insieme con l'artista di arti performative Nils Duemcke danno vita ad un appuntamento settimanale di Cabaret. Nello stesso anno realizza dipinti di grandi dimensioni per i Mutoid Waste Company.
Di ritorno a Londra nella primavera 1992 fonda il collettivo d'arte noto come 'Department of Hate and Social Sickness', (DHSS) (Dipartimento dell'Odio e Malattie Sociali) che realizza installazioni e performance nell'ambiente Underground londinese sino alla sua conclusione nella primavera 1994. Nello stesso anno in collaborazione con Ian Stenhouse e Mark Bishop, Lee organizza nella ricca e prestigiosa galleria nel cuore di London's East End, portando in esposizione numerosi artisti tra cui Martin Maloney, David Burrows, Mark Divo, Ingo Giezendanner, Graham Nicholls, Dan Jones, Tod Hanson, Lee Campbell, Daniel Fernandez, David Mccairley, Ian Stenhouse, Gini Simpson, Trevor Knaggs e Stefanie Maas. Nell'inverno 1994 Lee torna a Berlino dove organizza una serie di performance nello spazio teatrale del Kunst Haus Tacheles. In questa occasione rimane coinvolto dal gruppo di artisti radicali di Zurigo che include Mark Divo e Ingo Giezendanner, e dal 1995 viene invitato a prendere parte in numerosi progetti artistici in tutta Europa, tra cui l'importante spettacolo di Divo 'Escherwyssplatz', Zurigo, 1995, Cabaret Voltaire, Zurigo, 2002,'Sihlpapierfabrik', Zurigo, 2003, 'Real Biennale', Praga, 2005 ed il 'Process', Praga, 2006.
Alla fine degli anni novanta Lee realizza una serie di performance e installazioni per il collettivo d'arte Hydra. Tra il 1996 ed il 2002 Lee lavora insieme ad Gustavo Aguerre e Ingrid Falk, principalmente in Svezia. Nel 2003 Lee è stato invitato da Gillian McIver a partecipare al collettivo d'arte 'Luna Nera', che si occupa di installazioni site-specific. Con il collettivo Luna Nera viene esposto a Londra, Berlino, e S. Pietroburgo. Dal 2000 Lee si è concentrato prevalentemente su performance art, videoarte, arte digitale, fotografia digitale e installazioni. Dal 2001 Lee ha realizzato una serie di performance ed esposizioni in Chengdu, Xian and Beijing organizzate dal curatore Shu Yang. È stato esposto in numerose gallerie istituzionali inglesi come il Barbican Art Centre, Institute of Contemporary Arts, Tate gallery ed il Third Eye Centre di Glasgow. Per gli altri paesi si può citare la National Gallery di Stoccolma, 1998, Museo di Arte e Scienza di Valencia nel 2005, Circulo de Bellas Artes, Madrid, 2006 e la prestigiosa Biennale di Venezia nel 1999. Lee è stato soggetto di un breve documentario di 10 minuti ed è apparso in un Imax film.